# Karlen Mkrtchian
Karlen Mkrtchyan ou Mkrtchian (en arménien Կառլեն Մկրտչյան) est un footballeur arménien, né le 25 novembre 1988 à Erevan. Il évolue au poste de milieu défensif.

## Palmarès
Individuelle:
- Joueur arménien de l'année 2010.

### En club
- Pyunik Erevan
  - Vainqueur du Championnat d'Arménie en 2007, 2008, 2009, 2010 et 2015.
  - Vainqueur de la Coupe d'Arménie en 2009 et 2010.
  - Vainqueur de la Supercoupe d'Arménie en 2009 et 2010.